# ده‌رود (مشهد)
دهرود روستایی در دهستان تبادکان بخش مرکزی شهرستان مشهد استان خراسان رضوی ایران است.

## جمعیت
بر پایه سرشماری عمومی نفوس و مسکن در سال ۱۳۹۵ جمعیت این روستا ۱۱٬۸۶۹ نفر (۳٬۳۱۷خانوار) بوده‌است.

#### میراثی تاریخی در کوهپایه‌های هزارمسجد
احتمالا قدیمی‌ترین منبعی که در آن به نام «دهرود» اشاره شده است، کتاب «تاریخ حافظ‌ابرو» باشد که «شهاب‌الدین‌عبدالله خوافی» (درگذشته به سال ۸۳۳ قمری) به رشته تحریر درآورده است. در این کتاب، «مزرعه ده‌رود» یکی از مزارع متعلق به شهر مشهد معرفی شده است و در ردیف مزارعی مانند سمزقند، طرق، خوشاب، شادکن و... قرار دارد.
این قدمت حدودا ششصدساله، خبر از اصالت تاریخی دهرود می‌دهد. محدوده امروزی این منطقه تاریخی، یکی از اراضی حاصلخیز اطراف مشهد بوده است که باتوجه‌به قنات‌های متعدد و نیز، جاری بودن یکی از شعب «کشف‌رود» درکنار آن، بستری ممتاز برای توسعه کشاورزی بود.
برخی معتقدند که نام دهرود، دراصل «دَه‌رود» و ناشی از تعدد قنات‌ها و پرآبی منطقه بوده است، اما این استدلال ظاهرا پایه‌ای ندارد و نمی‌توان برای آن سندی یافت. قدر مسلم این است که قرار گرفتن دهرود درکنار کشف‌رود باستانی، می‌تواند نشانه‌ای از قدمت دیرینه آن باشد.‌